# Viatcheslav Ragozine
Pour les articles homonymes, voir Ragozine.
Viatcheslav Vassilievitch Ragozine (en russe : Вячесла́в Васи́льевич Раго́зин) est un joueur d'échecs ainsi qu'un arbitre international  né le 8 août 1908 à Saint-Pétersbourg et mort le 11 mars 1962 à Moscou. Grand maître international depuis 1950, il est le deuxième champion du monde d'échecs par correspondance (1954-1959).

## Biographie

### 1908-1947
Né à Saint-Pétersbourg, Ragozine commence sa carrière dans les années 1930 avec une série d'excellents résultats : il bat le maître réputé Alexandre Iline-Jenevski en match et se voit attribuer le titre de maître soviétique. À Moscou en 1935, il remporte le prix de la meilleure partie pour sa victoire contre Andor Lilienthal. Au très fort tournoi de Moscou en 1936, il bat Salo Flohr et Emanuel Lasker et est très proche de la victoire contre José Raúl Capablanca, mais l'ancien champion du monde cubain trouve un échec perpétuel. Suit une victoire au championnat de la ville de Leningrad en 1936 et une deuxième place partagée avec Aleksandr Konstantinopolski et derrière Grigory Levenfish au championnat d'échecs d'URSS de 1937. Au tournoi Moscou-Leningrad 1937, il finit à la troisième-quatrième place, ex aequo avec Aleksandr Konstantinopolski, derrière Flohr et Samuel Reshevsky, mais devant Paul Keres.
Les succès continuent dans les années 1940 avec une première place à Sverdlovsk en 1942 et à nouveau un succès au championnat de Leningrad en 1945. En 1946, il est premier à Helsinki et bat Igor Bondarevski en match. Son résultat le plus remarquable sur l'échiquier suit, au Mémorial Tchigorine à Moscou en 1947, où il se classe 2e à un demi-point derrière Mikhail Botvinnik, mais devant Vassily Smyslov, Isaac Boleslavski et Keres.
L'expertise de Ragozine n'est pas passée inaperçue du champion du monde Mikhail Botvinnik. Il emploie Ragozine comme secondant et teste la solidité de son répertoire d'ouvertures à l'épreuve du jeu d'attaque risqué de Ragozine. Certains historiens attribuent partiellement les succès de Botvinnik à la contribution de Ragozine.
Ragozine et Botvinnik s'entraînent ensemble pour le championnat d'URSS 1944. Pour simuler le bruit habituel de l'aire de jeu, ils s'affrontent près d'une radio très bruyante. Botvinnik remporte le tournoi, tandis que Ragozine finit 13e sur 17, et attribue ses défaites au calme inattendu du tournoi.

### 1950-1962
Dans les années 1950, sa génération est dépassée par la vague de joueurs issus de l'école d'échecs soviétique, mais Ragozine continue à participer au championnat d'URSS, concourant onze fois entre 1934 et 1956. Une de ses rares prestations internationales après 1950 est une deuxième place à Marianske-Lazne en 1956, au mémorial Steinitz, derrière Miroslav Filip et devant Flohr, Pachman, Gideon Stahlberg et le jeune Wolfgang Uhlmann.
Tout au long de sa vie, il a montré de l'intérêt et du talent pour chaque aspect du jeu d'échecs. Pour le jeu sur l'échiquier, il devient grand maître international en 1950, et en 1951, il obtient le titre d'arbitre international de la Fédération internationale des échecs. Entre 1956 et 1958, il se consacre principalement au jeu par correspondance, où il démontre qu'il est aussi un analyste expert et un théoricien en remportant le 2e championnat du monde d'échecs par correspondance en 1959. Il obtient le titre de grand maître par correspondance la même année
Pendant de nombreuses années, Viacheslav Ragozine a édité le magazine Shakhmaty v SSSR et a aussi poursuivi une carrière parallèle comme ingénieur civil dans l'industrie de la construction.
Il meurt à Moscou à 53 ans, alors qu'il est en train de préparer une compilation de ses meilleures parties. Ses amis la terminèrent en 1964 et publièrent Izbrannye Partii Ragozina avec 74 parties commentées.

## Contributions théoriques

### La défense Ragozine
Ses contributions à la théorie des ouvertures concernent le développement de systèmes où les Noirs obtiennent l'égalité dans les complexes du gambit dame et de la défense nimzo-indienne. Dans les deux cas, les coups préparent la poussée centrale e6-e5.
Dans la variante du gambit dame refusé qui porte son nom, après les coups :
1.d4 d5 2.c4 e6 3.Cf3 Cf6 4.Cc3 Fb4 (ou par transposition : 1. d4 d5 2. c4 e6 3. Cc3 Cf6 4. Cf3 Fb4), les Noirs obtiennent un jeu actif dès le début. La variante a obtenu un regain de popularité récent, avec des joueurs comme Alexandra Kosteniuk, Shakhriyar Mamedyarov, Levon Aronian et Fabiano Caruana qui l'ont pratiquée.

## Parties remarquables
- Viacheslav Ragozine - P Noskov, Match Moscou-Leningrad 1930, 1-0
- Andor Lilienthal - Viacheslav Ragozine, 1935, 0-1
- Emanuel Lasker - Viacheslav Ragozine, 1936, 0-1
- Mikhaïl Botvinnik - Viacheslav Ragozine, Partie d'entraînement où Ragozine joue "sa" défence, 1939, ½-½
- Petar Trifunovic - Vacheslav Ragozine, Moscou, 1947, 0-1
- Volf Bergraser - Viacheslav Ragozine, corr-2 1956, 0-1